# Francescani familiari di San Giuseppe
I Francescani Familiari di San Giuseppe (sigla F.F.J.) erano un istituto religioso maschile di diritto diocesano attivo in Sudafrica: sono stati uniti al Terzo Ordine Regolare di San Francesco nel 1982.

## Storia
La congregazione venne fondata il 30 dicembre 1923 dal vicario apostolico Adalbero Fleischer, dei missionari di Mariannhill, per promuovere la vita religiosa tra la gioventù maschile bantu.
L'istituto comprendeva membri laici e chierici e le sue finalità erano le opere pastorali e l'apostolato missionario; la congregazione di Propaganda Fide diede il suo nihil obstat all'erezione canonica dell'istituto il 16 luglio 1925 e i Francescani Familiari di San Giuseppe vennero aggregati all'Ordine dei Frati Minori il 29 maggio 1928.
Nel 1971 la congregazione contava due case (entrambe in Sud Africa), 27 religiosi professi di voti perpetui (tra cui un vescovo, Bonaventura Dlamini, a guida della diocesi di Umzimkulu), sei professi di voti temporanei e sette novizi.
I procedimenti per l'unione della congregazione al Terzo Ordine Regolare vennero avviati nel 1979 e la Santa Sede concesse la sua approvazione il 26 settembre 1981: la cerimonia di unione venne celebrata il 16 gennaio 1982.